# Apotheke zum weißen Engel

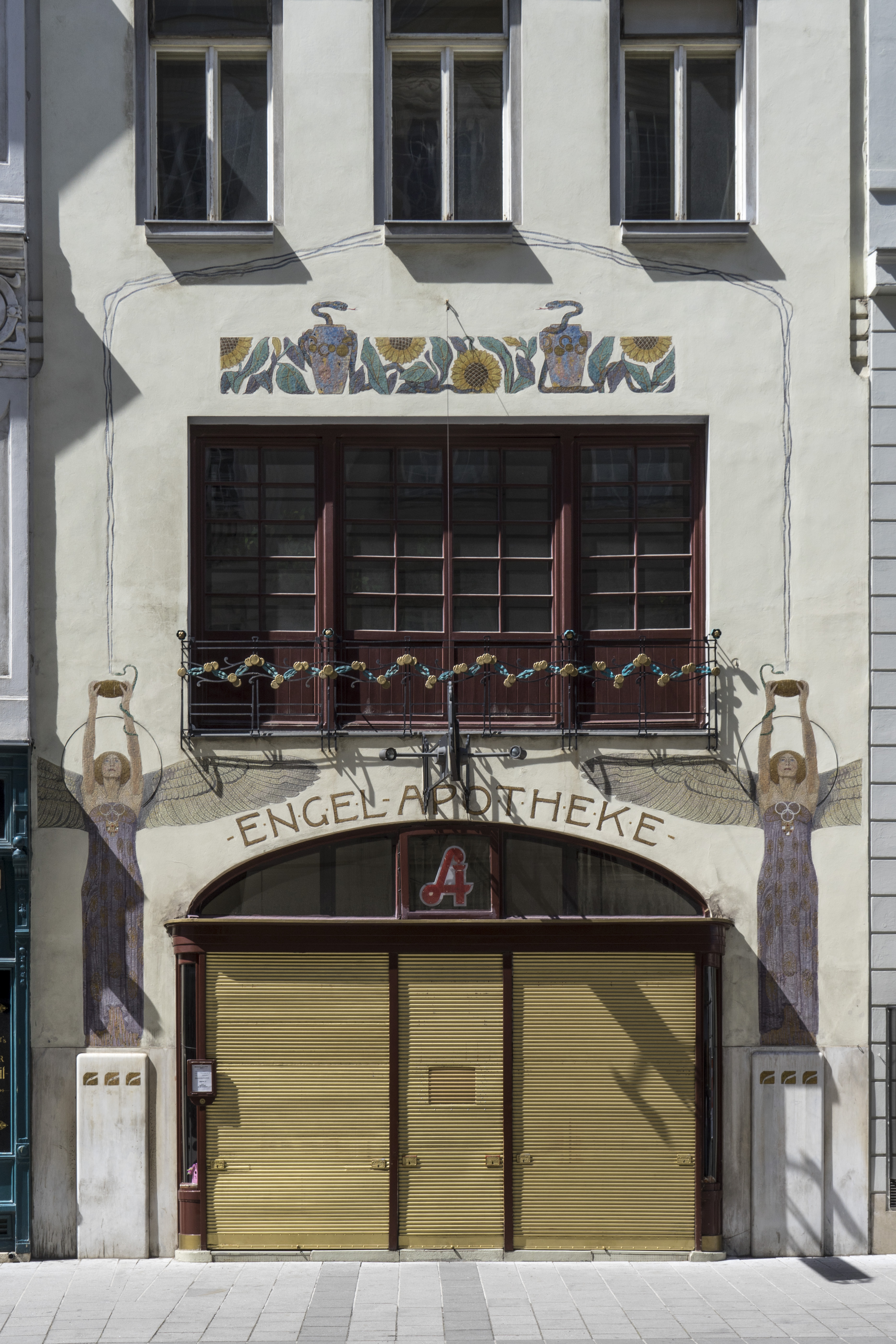
Apotheke zum weißen Engel in Wien, mit Jugendstilmosaiken

Die Apotheke zum weißen Engel ist ein bedeutendes Bauwerk des Wiener Jugendstils von Oskar Laske. Sie befindet sich im 1. Wiener Gemeindebezirk Innere Stadt in der Bognergasse 9.

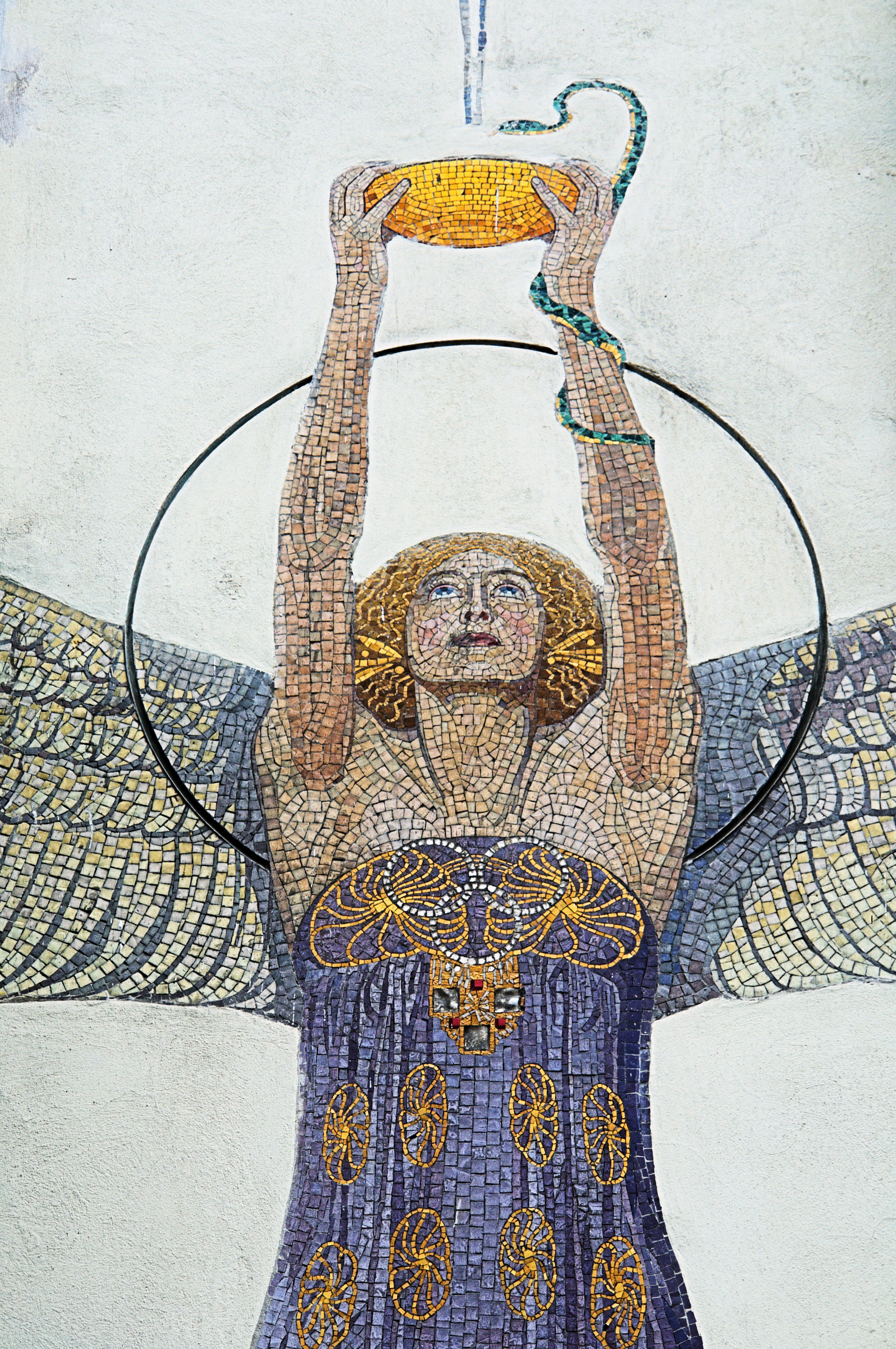
Jugendstil-Engel

Die erste Erwähnung der Apotheke „ad angelum album“ (zum weißen Engel) findet sich bereits 1587. Der erste Besitzer war Sebastian Götz. Der erste Standort der Apotheke befand sich anscheinend am Lichtensteig.
1618 wird die Apotheke in die Färbergasse verlegt, auch bekannt als Unter den Spänglern. Balthasar Bartez war Besitzer der Apotheke von 1625 bis 1647, unter ihm erfolgte die Verlegung in die Bognergasse 2. 1725 übersiedelte die Engel-Apotheke zum Kohlmarkt.
Von 1797 bis 1823 war Leopold Vollgruber Besitzer, unter ihm erfolgte die Übersiedlung zum Platz Am Hof Nr. 6.
1891 transferierte die Apotheke wieder erneut, zurück an die Bognergasse, diesmal die Nummer 13. 1901/02 wurde das gesamte Haus, in dem sich die Apotheke ebenfalls befand, abgerissen und durch einen Jugendstilbau ersetzt, der bis heute steht. Der Neubau und die Gestaltung der Apotheke erfolgte durch Oskar Laske.
Die Apotheke ist von der Straßenfront mit Marmor und Mosaiken von zwei Engeln im Jugendstil geschmückt und ist eine der wenigen noch erhaltenen Apotheken im Jugendstil und beliebtes Fotomotiv für Touristen.
Eine gleichnamige Apotheke steht in Salzburg in der Linzer Gasse, wo der Dichter Georg Trakl eine Apothekerlehre absolvierte.